# Gran Premio di Abu Dhabi 2016
Il Gran Premio di Abu Dhabi 2016 si è corso domenica 27 novembre 2016 sul circuito di Yas Marina, posto sull'isola omonima, ventunesima ed ultima prova della stagione 2016 del campionato mondiale di Formula 1. La gara è stata vinta dal britannico Lewis Hamilton su Mercedes, al suo cinquantatreesimo successo nel mondiale. Hamilton ha preceduto sul traguardo il suo compagno di squadra, il tedesco Nico Rosberg e l'altro tedesco Sebastian Vettel su Ferrari.
Con questi risultati Nico Rosberg si è aggiudicato il titolo di campione del mondo piloti di F1. Cinque giorni dopo, Rosberg ha annunciato il suo addio alle corse; oltre a lui, il Gran Premio ha rappresentato l'ultima gara in F1 anche per Esteban Gutiérrez e Felipe Nasr tra i piloti, e per la Manor e tra i team. Anche Jenson Button e Felipe Massa avevano annunciato, prima della gara, la loro intenzione di abbandonare la F1, ma sono poi rientrati nel campionato l'anno seguente.

## Vigilia

### Sviluppi futuri
La Sauber annuncia che il pilota svedese Marcus Ericsson rimarrà, quale pilota titolare, anche per la stagione 2017.
Il ministro malese del turismo e della cultura, Nazri Abdul Aziz, annuncia che il contratto con gli organizzatori del campionato di F1, per la tenuta del Gran Premio della Malesia, non sarà più rinnovato, al termine della sua naturale conclusione, nel 2018. La causa è l'eccessivo costo per l'organizzazione dell'evento, stante il numero sempre più basso di biglietti venduti. Viene invece confermata la tenuta del Gran Premio del Canada, per il 2017. Non si disputerà, invece, il Gran Premio di Germania, che potrebbe tornare nel 2018, mentre resta in dubbio quello del Brasile.
Il pilota inglese della McLaren, Jenson Button, annuncia il suo ritiro dalla F1. Button, che esordì in F1 nel 2000, è stato campione del mondo nella stagione 2009. Jenson rimarrà comunque nella scuderia di Woking nelle vesti di terzo pilota e "ambasciatore" del team e sarà utilizzabile nel caso di indisponibilità di uno dei due piloti titolari, che saranno Fernando Alonso e Stoffel Vandoorne.
La Red Bull Racing prolunga il rapporto di sponsorizzazione con la TAG Heuer (che così ribattezza i motori Renault che spingono le vetture della casa austriaca) fino al termine della stagione 2018.

### Analisi per il campionato piloti
Nico Rosberg giunge all'ultima gara stagionale in testa al campionato mondiale, nella classifica riservata ai piloti, con un margine di 12 punti sul secondo, il suo compagno di scuderia e campione del mondo uscente, Lewis Hamilton. Entrambi i piloti si sono aggiudicati 9 gare, ma Rosberg è giunto 4 volte secondo, contro le 3 di Hamilton, mentre il britannico è giunto 4 volte terzo, contro le 2 del tedesco. Così come nel 2010 e nel 2014, è la gara di Abu Dhabi ad assegnare il titolo. Anche in quest'ultima edizione, furono il pilota tedesco e quello britannico a giocarsi il titolo.
Nico Rosberg vince il suo primo titolo se:
- giunge a podio;
- giunge quarto, oppure quinto o sesto e Hamilton non vince;
- giunge settimo o ottavo con Hamilton che non arriva meglio di terzo;
- giunge nono o decimo o peggio, con Hamilton che non arriva meglio di quarto.

Lewis Hamilton vince il suo quarto titolo se:
- vince con Rosberg fuori dal podio;
- giunge secondo e Rosberg che non arriva meglio di settimo;
- giunge terzo con Rosberg che non conclude meglio del nono posto.

| Pilota         | Risultato (punti totali) | Risultato (punti totali) | Punti massimi dei rivali (punti totali nel caso) | Punti massimi dei rivali (punti totali nel caso) |
| Pilota         | Risultato (punti totali) | Risultato (punti totali) | Rosberg                                          | Hamilton                                         |
| -------------- | ------------------------ | ------------------------ | ------------------------------------------------ | ------------------------------------------------ |
| Nico Rosberg   | 1º                       | 392                      |                                                  | -                                                |
| Nico Rosberg   | 2º                       | 385                      | -                                                |                                                  |
| Nico Rosberg   | 3º                       | 382                      | -                                                |                                                  |
| Nico Rosberg   | 4º                       | 379                      | 2º (373)                                         |                                                  |
| Nico Rosberg   | 5º                       | 377                      | 2º (373)                                         |                                                  |
| Nico Rosberg   | 6º                       | 375                      | 2º (373)                                         |                                                  |
| Nico Rosberg   | 7º                       | 373                      | 3º (370)                                         |                                                  |
| Nico Rosberg   | 8º                       | 371                      | 3º (370)                                         |                                                  |
| Nico Rosberg   | 9º                       | 369                      | 4º (367)                                         |                                                  |
| Nico Rosberg   | 10º                      | 368                      | 4º (367)                                         |                                                  |
| Nico Rosberg   | >10º                     | 367                      | 4º (367)                                         |                                                  |
| Lewis Hamilton | 1º                       | 380                      | 4º (379)                                         |                                                  |
| Lewis Hamilton | 2º                       | 373                      | 7º (373)                                         |                                                  |
| Lewis Hamilton | 3º                       | 370                      | 9º (369)                                         |                                                  |

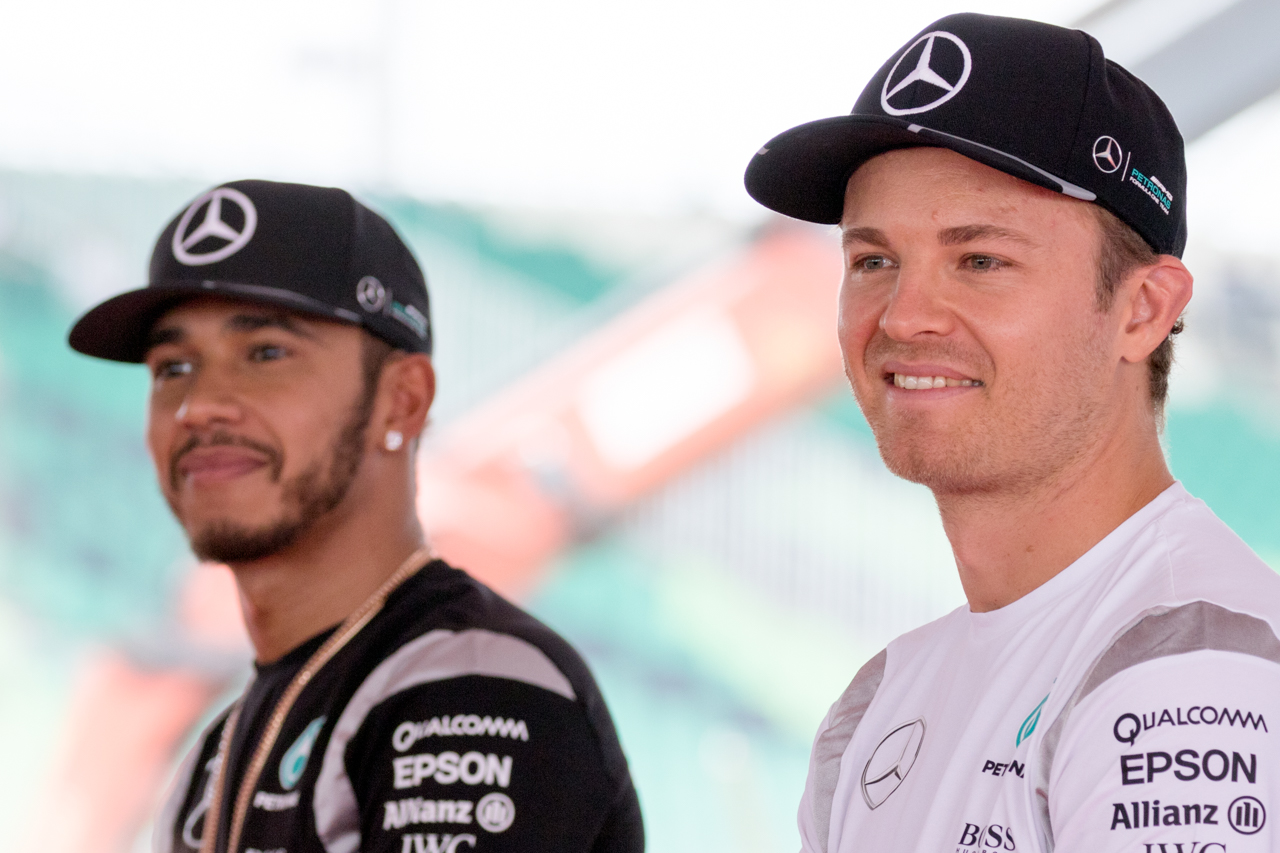
I due piloti della Mercedes Lewis Hamilton (a sinistra) e Nico Rosberg (a destra) si giocano il titolo piloti all'ultima gara.

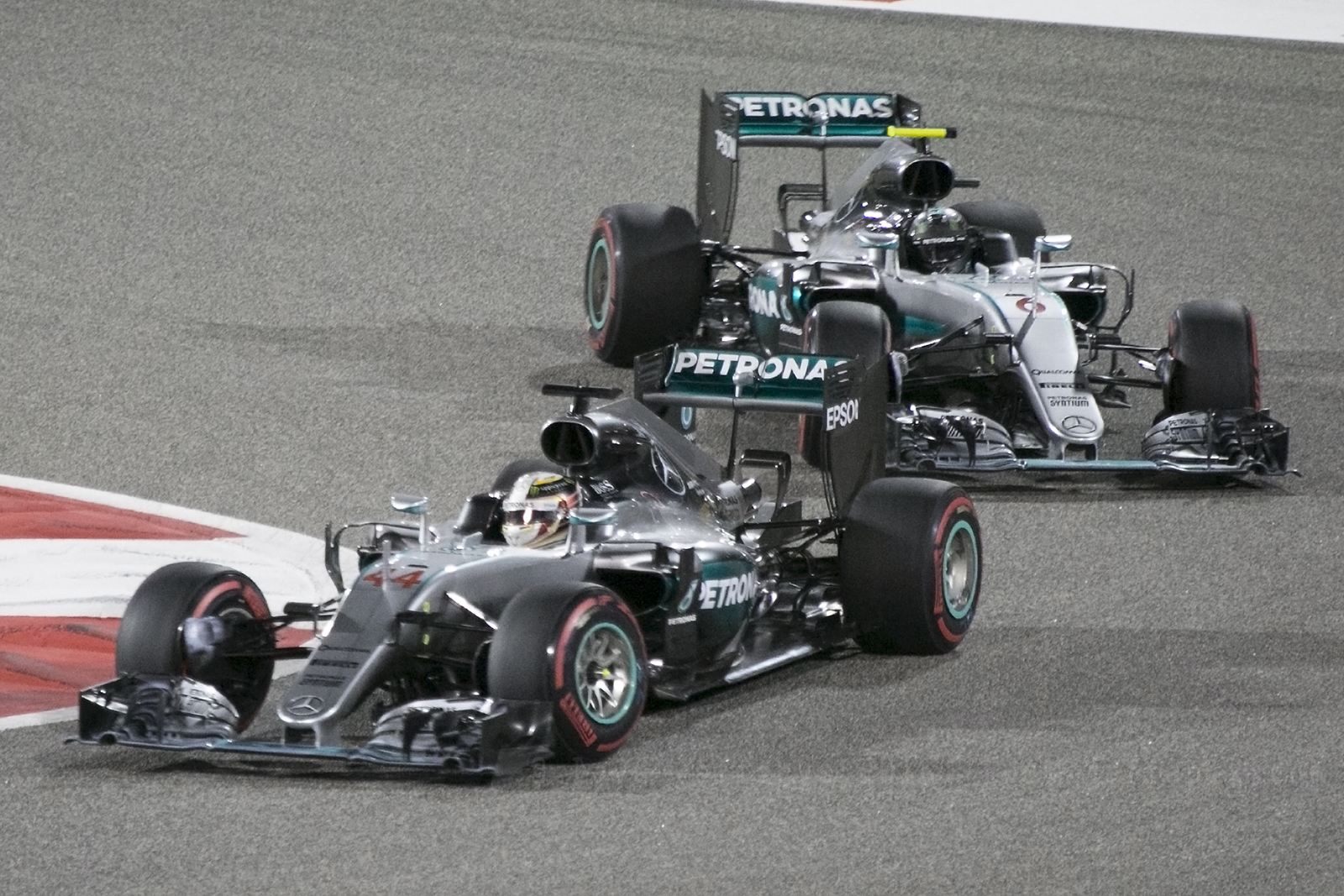
La Mercedes si è già aggiudicata il titolo costruttori, per la terza volta consecutiva.

Se Rosberg non ottenesse punti e Hamilton giungesse quarto, i due sarebbe a pari punti (367). In tal caso prevarrebbe Rosberg per il più alto numeri di secondi posti. Se Hamilton giungesse secondo, con Rosberg settimo, i due sarebbe ancora a pari punti (373). In questo caso Hamilton pareggerebbe il numero di secondi posti, ma vincerebbe il titolo per il più alto numero di terzi posti.
Lewis Hamilton si è già aggiudicato il Trofeo Pole FIA, attribuito al pilota che ottiene il più alto numero di pole position in stagione, mentre Nico Rosberg si è assicurato il DHL Fastest Lap Award, attribuito al pilota che ottiene il più alto numero di giri veloci.
La Mercedes si è invece già aggiudicata il titolo riservato ai costruttori per la terza volta consecutiva.

### Aspetti tecnici
La Pirelli, fornitrice unica degli pneumatici, per questa gara porta le mescole soft, supersoft, e ultrasoft. Un set supplementare di queste gomme sarà attribuito ai piloti promossi nella Q3; andrà restituito al termine delle qualifiche.
La FIA conferma due zone nelle quali i piloti possono utilizzare il DRS: la prima è fissata sul lungo rettilineo posto tra le curve 7 e 8, con detection point stabilito alla curva 7. La seconda zona è fissata tra le curve 10 e 11, con punto di rilevamento del distacco fra piloti stabilito alla curva 9.

### Aspetti sportivi

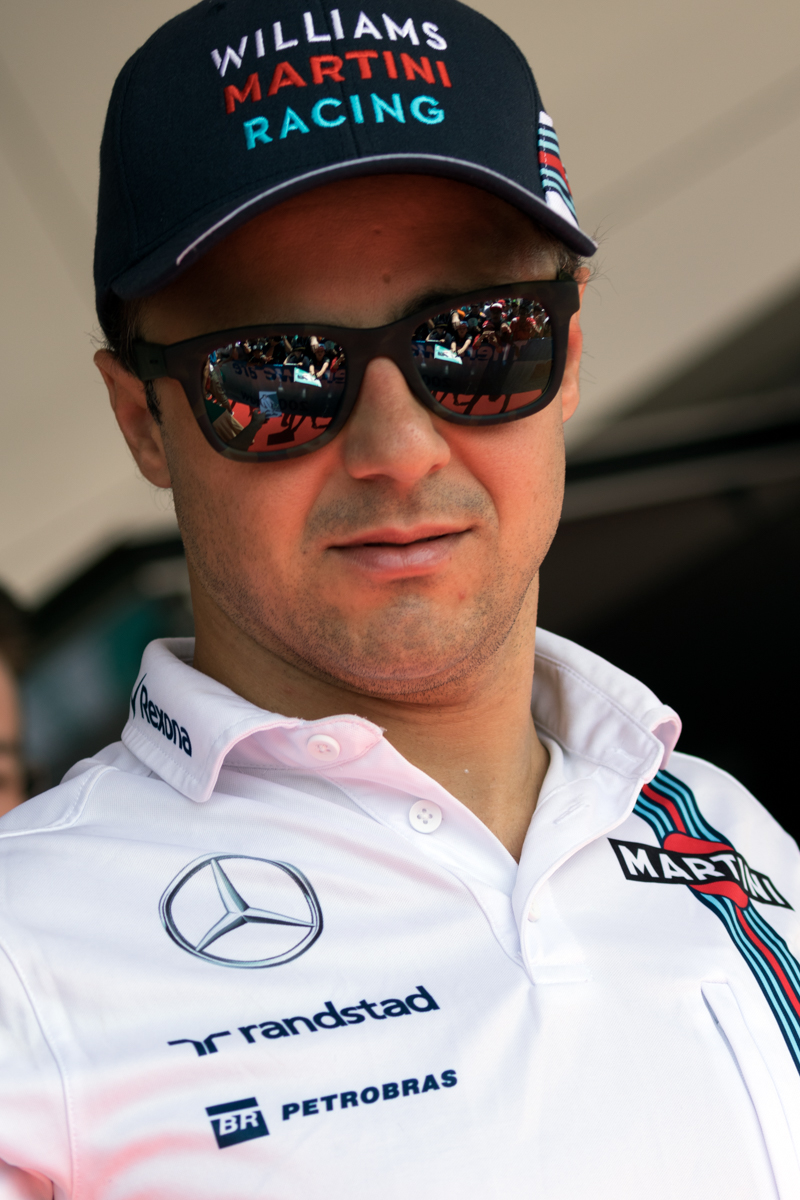
Felipe Massa aveva annunciato il suo ritiro dalla F1 il 1º settembre, salvo poi essere ricontattato dalla stessa Williams per sostituire Bottas ingaggiato dalla Mercedes.

Per la prima volta nella storia del mondiale di Formula 1, il calendario prevede l'effettuazione del ventunesimo gran premio.
È l'ultimo Gran Premio per il pilota brasiliano Felipe Massa, che aveva annunciato il suo ritiro dalla F1 poche settimane prima. Massa, che in questa gara tocca le 250 presenze, ha colto 11 vittorie, 16 pole position, 15 giri veloci e 41 podi, sfiorando il titolo nella stagione 2008 per un punto. Successivamente, nel gennaio 2017, Felipe decide di rimanere nel campionato ancora come pilota della Williams, in sostituzione di Valtteri Bottas passato alla Mercedes.
Anche Jenson Button affronta il suo ultimo Gran Premio. Button ha corso 304 Gran Premi, con 15 vittorie, 8 pole position, 8 giri veloci e 50 podi. Jenson, per questa gara, ha deciso di indossare nuovamente il casco con la livrea gialla, identico a quello indossato nella stagione 2009, nella quale si laureò campione del mondo. L'inglese rientrerà poi l'anno successivo nel Gran Premio di Monaco per sostituire Fernando Alonso, impegnato alla 500 Miglia di Indianapolis.
Tom Kristensen, plurivincitore della 24 Ore di Le Mans è nominato commissario aggiunto, per la gara, da parte della FIA. Ha svolto, in passato, spesso tale funzione, l'ultima al Gran Premio di Monza.
Nelle prime prove libere del venerdì, il britannico Jordan King ha preso il posto di Esteban Ocon alla Manor, mentre Alfonso Celis Jr. quello di Nico Hülkenberg, alla Force India.

## Prove

### Resoconto
Lewis Hamilton è il pilota più rapido, nelle prime prove libere del venerdì. Il campione del mondo uscente è il solo pilota a scendere sotto il minuto e quarantatré secondi; ha distanziato di quasi quattro decimi il compagno di scuderia Nico Rosberg, e di poco più di quattro decimi Max Verstappen. Hamilton, che è anche stato autore di un testacoda, ha ottenuto il suo miglior rilevamento cronometrico utilizzando la mescola più dura, porta dalla Pirelli, ovvero le gomme soft. Anche la Red Bull Racing ha concentrato il suo lavoro su questo tipo di mescole, così come le Ferrari: sulla vettura di Sebastian Vettel è stato nuovamente provato il dispositivo denominato Halo. Ha riscontrato problemi all'ERS Jenson Button, mentre, a causa di una foratura, e all'impossibilità di rientrare ai box, Daniil Kvjat ha compiuto solo quattro giri.
Hamilton si è confermato quale pilota più veloce, anche nella seconda sessione del venerdì. In questa occasione l'inglese ha preceduto nuovamente il suo compagno di team, Nico Rosberg, mentre al terzo posto ha concluso il ferrarista Sebastian Vettel. In questo caso però il distacco patito da Rosberg è stato limitato a pochi millesimi, mentre Vettel ha chiuso a meno di tre decimi da Hamilton. Il tedesco della Ferrari, negli ultimi muniti della sessione, ha subito un guasto al cambio. In questa sessione tutti i piloti hanno iniziato a testare più frequentemente le gomme ultrasoft; ciò ha permesso di ridurre notevolmente il tempo sul giro. Daniil Kvjat ha subito un'altra foratura alla posteriore sinistra, probabilmente ancora dovuta allo sfregamento dei cestelli dei freni sullo pneumatico. La Scuderia Toro Rosso ha deciso così di fermare anche l'altro pilota, Carlos Sainz Jr..
La situazione di ribalta nella sessione del sabato. Le due Ferrari di Sebastian Vettel e Kimi Räikkönen si portano al primo e terzo posto della graduatoria; nel mezzo fra le due si classifica Max Verstappen, mentre Hamilton è solo quarto. Le vetture italiane si sono dimostrate più competitive, pur con un asfalto più caldo, mentre l'olandese della Red Bull ha sfruttato gli ultimi istanti della sessione, con posta più gommata, per fare il suo tempo migliore. Le Mercedes hanno invece svolto un lavoro più incentrato sul passo di gara. In questa sessione i commissari tecnici della FIA hanno controllato le modifiche fatte dalla Scuderia Toro Rosso, al fine di evitare le forature, patite al venerdì.

### Risultati
Nella prima sessione del venerdì si è avuta questa situazione:
| Pos | Nº | Pilota         | Costruttore               | Tempo    | Gap    | Giri |
| --- | -- | -------------- | ------------------------- | -------- | ------ | ---- |
| 1   | 44 | Lewis Hamilton | Mercedes                  | 1'42"869 |        | 28   |
| 2   | 6  | Nico Rosberg   | Mercedes                  | 1'43"243 | +0"374 | 31   |
| 3   | 33 | Max Verstappen | Red Bull Racing-TAG Heuer | 1'43"297 | +0"428 | 26   |

Nella seconda sessione del venerdì si è avuta questa situazione:
| Pos | Nº | Pilota           | Costruttore | Tempo    | Gap    | Giri |
| --- | -- | ---------------- | ----------- | -------- | ------ | ---- |
| 1   | 44 | Lewis Hamilton   | Mercedes    | 1'40"861 |        | 36   |
| 2   | 6  | Nico Rosberg     | Mercedes    | 1'40"940 | +0"079 | 38   |
| 3   | 5  | Sebastian Vettel | Ferrari     | 1'41"130 | +0"269 | 31   |

Nella sessione del sabato mattina si è avuta questa situazione:
| Pos | Nº | Pilota           | Costruttore               | Tempo    | Gap    | Giri |
| --- | -- | ---------------- | ------------------------- | -------- | ------ | ---- |
| 1   | 5  | Sebastian Vettel | Ferrari                   | 1'40"775 |        | 16   |
| 2   | 33 | Max Verstappen   | Red Bull Racing-TAG Heuer | 1'40"912 | +0"137 | 21   |
| 3   | 7  | Kimi Räikkönen   | Ferrari                   | 1'40"999 | +0"224 | 14   |

## Qualifiche

### Resoconto
Nella prima fase delle qualifiche Lewis Hamilton fa presto il tempo migliore, senza essere battuto da alcuno. Al secondo posto si pone Sebastian Vettel, mentre terzo è Max Verstappen; Nico Rosberg è solo quarto, staccato di oltre un secondo dal compagno di scuderia. Nella parte finale della sessione Jolyon Palmer entra tra i qualificati, mentre restano esclusi i due piloti della Sauber, i due della Toro Rosso, l'altro pilota della Renault Kevin Magnussen ed Esteban Ocon.
Hamilton, anche nella seconda sessione, si pone subito al comando della classifica. In questa fase Rosberg è però secondo, mentre terzo è Kimi Räikkönen. I piloti migliori rinunciano a cercare di abbassare ancora i loro tempi, nella fase finale della Q2. Sono eliminati Pascal Wehrlein, Jolyon Palmer, i due piloti della Haas, Jenson Button e Valtteri Bottas.
Anche nella fase decisiva il britannico è subito il più rapido, con Rosberg secondo, mentre Kimi Räikkönen è ancora terzo, davanti alle due Red Bull e a Vettel. Col secondo, e ultimo tentativo, le due Mercedes sono capace di migliorarsi ancora, ma Hamilton resta in pole position. Ricciardo è capace di scalare terzo, davanti al finlandese della Ferrari. Hamilton conquista la dodicesima pole position in stagione, la quarta consecutiva, la sessantunesima nel mondiale. Rosberg ottiene la dodicesima prima fila consecutiva. Per la Mercedes è la quindicesima partenza al palo, in fila. La scuderia tedesca conquista la ventesima pole position in una stessa stagione, nuovo record nella storia del mondiale.

### Risultati
Nella sessione di qualifica si è avuta questa situazione:
| Pos                         | Nº | Pilota            | Costruttore               | Q1       | Q2       | Q3       | Griglia |
| --------------------------- | -- | ----------------- | ------------------------- | -------- | -------- | -------- | ------- |
| 1                           | 44 | Lewis Hamilton    | Mercedes                  | 1'39"487 | 1'39"382 | 1'38"755 | 1       |
| 2                           | 6  | Nico Rosberg      | Mercedes                  | 1'40"511 | 1'39"490 | 1'39"058 | 2       |
| 3                           | 3  | Daniel Ricciardo  | Red Bull Racing-TAG Heuer | 1'41"002 | 1'40"429 | 1'39"589 | 3       |
| 4                           | 7  | Kimi Räikkönen    | Ferrari                   | 1'40"338 | 1'39"629 | 1'39"604 | 4       |
| 5                           | 5  | Sebastian Vettel  | Ferrari                   | 1'40"341 | 1'40"034 | 1'39"661 | 5       |
| 6                           | 33 | Max Verstappen    | Red Bull Racing-TAG Heuer | 1'40"424 | 1'39"903 | 1'39"818 | 6       |
| 7                           | 27 | Nico Hülkenberg   | Force India-Mercedes      | 1'41"000 | 1'40"709 | 1'40"501 | 7       |
| 8                           | 11 | Sergio Pérez      | Force India-Mercedes      | 1'40"864 | 1'40"743 | 1'40"519 | 8       |
| 9                           | 14 | Fernando Alonso   | McLaren-Honda             | 1'41"616 | 1'41"044 | 1'41"106 | 9       |
| 10                          | 19 | Felipe Massa      | Williams-Mercedes         | 1'41"157 | 1'40"858 | 1'41"213 | 10      |
| 11                          | 77 | Valtteri Bottas   | Williams-Mercedes         | 1'41"192 | 1'41"084 | N.D.     | 11      |
| 12                          | 22 | Jenson Button     | McLaren-Honda             | 1'41"158 | 1'41"272 | N.D.     | 12      |
| 13                          | 21 | Esteban Gutiérrez | Haas-Ferrari              | 1'41"639 | 1'41"480 | N.D.     | 13      |
| 14                          | 8  | Romain Grosjean   | Haas-Ferrari              | 1'41"467 | 1'41"564 | N.D.     | 14      |
| 15                          | 30 | Jolyon Palmer     | Renault                   | 1'41"775 | 1'41"820 | N.D.     | 15      |
| 16                          | 94 | Pascal Wehrlein   | Manor-Mercedes            | 1'41"886 | 1'41"995 | N.D.     | 16      |
| 17                          | 26 | Daniil Kvjat      | STR-Ferrari               | 1'42"003 | N.D.     | N.D.     | 17      |
| 18                          | 20 | Kevin Magnussen   | Renault                   | 1'42"142 | N.D.     | N.D.     | 18      |
| 19                          | 12 | Felipe Nasr       | Sauber-Ferrari            | 1'42"247 | N.D.     | N.D.     | 19      |
| 20                          | 31 | Esteban Ocon      | Manor-Mercedes            | 1'42"286 | N.D.     | N.D.     | 20      |
| 21                          | 55 | Carlos Sainz Jr.  | STR-Ferrari               | 1'42"393 | N.D.     | N.D.     | 21      |
| 22                          | 9  | Marcus Ericsson   | Sauber-Ferrari            | 1'42"637 | N.D.     | N.D.     | 22      |
| Tempo limite 107%: 1'46"451 |    |                   |                           |          |          |          |         |

In grassetto sono indicate le migliori prestazioni in Q1, Q2 e Q3.

## Gara

### Resoconto
Al via Lewis Hamilton mantiene il comando della gara, davanti al compagno di scuderia Nico Rosberg. Più dietro Max Verstappen va in testacoda, scalando all'ultimo posto della graduatoria. Dietro alle due Mercedes si pone Kimi Räikkönen, seguito da Daniel Ricciardo e Sebastian Vettel.
La classifica resta immutata fino al giro 8, almeno per le prime posizioni, quando si portano alla prima sosta Hamilton, Räikkönen e Alonso. Un giro dopo è il turno per Rosberg e Vettel, mentre al decimo giro si ferma anche Ricciardo. Lewis Hamilton torna al comando della gara, davanti a Verstappen, che ha effettuato una poderosa rimonta, ma che non ha ancora effettuato il pit stop. Dietro al pilota della Red Bull Racing c'è Nico Rosberg, poi Kimi Räikkönen, Daniel Ricciardo e Sebastian Vettel. Ancora dietro vi sono le due Force India e Felipe Massa.
Al giro 13, dopo essere montato su un cordolo, Jenson Button si ritira dalla sua ultima gara, per il cedimento della sospensione anteriore destra. Al diciannovesimo giro Ricciardo tenta, senza successo, di passare Räikkönen, e viene così avvicinato anche da Vettel. Un giro dopo Rosberg ha la meglio su Verstappen, e conquista di nuovo il secondo posto. Ancora due giri e Verstappen effettua il cambio gomme: rientra in pista ottavo, alle spalle delle due Force India. Tre giri dopo si ferma, ma per la seconda volta, anche l'altro pilota della Red Bull, Ricciardo. Kimi Räikkönen  attende ancora un giro, e rientra in pista dopo Ricciardo.
Verstappen, nel frattempo, ha passato Sergio Pérez. Il messicano è poi passato anche da Ricciardo. Tra il giro 28 e 29 vanno, per la seconda volta, al pit stop, le due Mercedes: rientrano in pista dietro a Vettel. Il tedesco della Scuderia Ferrari prosegue sino al giro 38: monta poi gomme supersoft. La classifica, dietro a Hamilton e Rosberg, vede le due Red Bull e le due Ferrari.
Al quarantunesimo giro Vettel passa Räikkönen, e scala quinto. Il tedesco, sfruttando le gomme nuove, passa, al giro 46, anche Ricciardo, e cinque giri dopo, anche Verstappen. Negli ultimi giri il capoclassifica Hamilton riduce volontariamente il ritmo, facendo avvicinare sia Rosberg ma anche gli inseguitori Vettel e Verstappen, nel tentativo di far perdere ulteriori posizioni e punti a Rosberg. La tattica del pilota britannico non ha effetto e Rosberg mantiene la posizione, e nonostante Lewis Hamilton riesce ad aggiudicarsi la gara, col secondo posto Nico Rosberg ottiene il suo primo titolo mondiale. Per la seconda volta, nella storia del mondiale, il figlio di un campione del mondo vince, a sua volta, il titolo. Il padre di Nico, Keke, vinse il titolo nel 1982; l'altra coppia padre-figlio è quella Graham-Damon Hill.

### Risultati
I risultati del Gran Premio sono i seguenti:
| Pos | Nº | Pilota            | Costruttore          | Giri | Tempo/Ritiro       | Griglia | Punti |
| --- | -- | ----------------- | -------------------- | ---- | ------------------ | ------- | ----- |
| 1   | 44 | Lewis Hamilton    | Mercedes             | 55   | 1h38'04"013        | 1       | 25    |
| 2   | 6  | Nico Rosberg      | Mercedes             | 55   | +0"439             | 2       | 18    |
| 3   | 5  | Sebastian Vettel  | Ferrari              | 55   | +0"843             | 5       | 15    |
| 4   | 33 | Max Verstappen    | Red Bull-TAG Heuer   | 55   | +1"685             | 6       | 12    |
| 5   | 3  | Daniel Ricciardo  | Red Bull-TAG Heuer   | 55   | +5"315             | 3       | 10    |
| 6   | 7  | Kimi Räikkönen    | Ferrari              | 55   | +18"816            | 4       | 8     |
| 7   | 27 | Nico Hülkenberg   | Force India-Mercedes | 55   | +50"114            | 7       | 6     |
| 8   | 11 | Sergio Pérez      | Force India-Mercedes | 55   | +58"776            | 8       | 4     |
| 9   | 19 | Felipe Massa      | Williams-Mercedes    | 55   | +59"436            | 10      | 2     |
| 10  | 14 | Fernando Alonso   | McLaren-Honda        | 55   | +59"896            | 9       | 1     |
| 11  | 8  | Romain Grosjean   | Haas-Ferrari         | 55   | +1'16"777          | 14      |       |
| 12  | 21 | Esteban Gutiérrez | Haas-Ferrari         | 55   | +1'35"113          | 13      |       |
| 13  | 31 | Esteban Ocon      | Manor-Mercedes       | 54   | +1 giro            | 20      |       |
| 14  | 94 | Pascal Wehrlein   | Manor-Mercedes       | 54   | +1 giro            | 16      |       |
| 15  | 9  | Marcus Ericsson   | Sauber-Ferrari       | 54   | +1 giro            | 22      |       |
| 16  | 12 | Felipe Nasr       | Sauber-Ferrari       | 54   | +1 giro            | 19      |       |
| 17  | 30 | Jolyon Palmer     | Renault              | 54   | +1 giro            | 15      |       |
| Rit | 55 | Carlos Sainz Jr.  | STR-Ferrari          | 41   | Danni da incidente | 21      |       |
| Rit | 26 | Daniil Kvjat      | STR-Ferrari          | 14   | Cambio             | 17      |       |
| Rit | 22 | Jenson Button     | McLaren-Honda        | 12   | Sospensione        | 12      |       |
| Rit | 77 | Valtteri Bottas   | Williams-Mercedes    | 6    | Sospensione        | 11      |       |
| Rit | 20 | Kevin Magnussen   | Renault              | 5    | Sospensione        | 18      |       |

## Classifiche mondiali

### Piloti
| Pos | Pilota            | Punti |
| --- | ----------------- | ----- |
| 1   | Nico Rosberg      | 385   |
| 2   | Lewis Hamilton    | 380   |
| 3   | Daniel Ricciardo  | 256   |
| 4   | Sebastian Vettel  | 212   |
| 5   | Max Verstappen    | 204   |
| 6   | Kimi Räikkönen    | 186   |
| 7   | Sergio Pérez      | 101   |
| 8   | Valtteri Bottas   | 85    |
| 9   | Nico Hülkenberg   | 72    |
| 10  | Fernando Alonso   | 54    |
| 11  | Felipe Massa      | 53    |
| 12  | Carlos Sainz Jr.  | 46    |
| 13  | Romain Grosjean   | 29    |
| 14  | Daniil Kvjat      | 25    |
| 15  | Jenson Button     | 21    |
| 16  | Kevin Magnussen   | 7     |
| 17  | Felipe Nasr       | 2     |
| 18  | Jolyon Palmer     | 1     |
| 19  | Pascal Wehrlein   | 1     |
| 20  | Stoffel Vandoorne | 1     |

### Costruttori
| Pos | Costruttore          | Punti |
| --- | -------------------- | ----- |
| 1   | Mercedes             | 765   |
| 2   | Red Bull-TAG Heuer   | 468   |
| 3   | Ferrari              | 398   |
| 4   | Force India-Mercedes | 173   |
| 5   | Williams-Mercedes    | 138   |
| 6   | McLaren-Honda        | 76    |
| 7   | Toro Rosso-Ferrari   | 63    |
| 8   | Haas-Ferrari         | 29    |
| 9   | Renault              | 8     |
| 10  | Sauber-Ferrari       | 2     |
| 11  | Manor-Mercedes       | 1     |